# Regionalpark Krämer Forst
Der Regionalpark Krämer Forst nimmt den Raum nordwestlich von Berlin zwischen den Entwicklungsachsen Berlin-Nauen und Berlin-Oranienburg ein.
Der Regionalpark deckt sich weitgehend mit der Region Glien (oder Glin, von elbslawisch glina = Lehm), welche die Grundmoränenplatte Ländchen Glien und das vorgelagerte Luchland (Havelländisches Luch und Rhinluch) an den Flüssen Rhin, Havel und Muhre umfasst.
Namensgeber des Regionalparks ist der Krämer, ein großes Waldgebiet im Herzen des Glien, das von der Alten Hamburger Poststraße durchquert wird. Um den Krämer herum liegen wie an einer Perlenschnur mehr als ein Dutzend Dörfer, der so genannte Dörferkranz.
Durch den Berliner Forst Spandau im Norden des gleichnamigen Berliner Bezirkes erstreckt sich der Wirkungsbereich des Regionalparks von den brandenburgischen Landkreisen Havelland und Oberhavel ins Land Berlin hinein. Die zentralen Kommunen im Regionalpark sind Schönwalde-Glien (Landkreis Havelland) und Oberkrämer (Landkreis Oberhavel). Die von Kommunen, Privatpersonen, Vereinen und Unternehmen getragenen Aktivitäten des Regionalparks erstrecken sich weiterhin auf die Gemeinde Leegebruch, die Städte Velten und Hennigsdorf sowie Ortsteile der Städte Oranienburg (insbesondere Germendorf), Kremmen, Fehrbellin (insbesondere Linum) und Nauen sowie der Gemeinde Brieselang.
Der 1997 gegründete Förderverein Regionalpark Krämer Forst hat ca. 50 Mitglieder und ist wesentlicher Träger des Regionalparks. Sitz des Fördervereins ist im Ortsteil Schönwalde-Siedlung der Gemeinde Schönwalde-Glien, ein ständiges Büro wird im Ortsteil Schwante der Gemeinde Oberkrämer betrieben.
Die Regionalparks in Brandenburg und Berlin sind auf Initiative der Gemeinsamen Landesplanung beider Länder entstanden. Anders als die deutschen National- und Naturparks, die Regionalen Naturparks in Frankreich,  Parcs naturels régionaux de France, und Italien, I Parchi Regionali in Italia, oder die Regionalparks der Republik Litauen, Lietuvos regioniniai parkai, sind sie keine Schutzgebiete.
Vielmehr soll in ihnen auf freiwilliger Basis eine Entwicklung stattfinden, die von den Menschen in der Region getragen wird und die ihnen letztlich zugutekommt. Hauptziele der Regionalparkentwicklung sind:
- Sicherung und Entwicklung von Freiräumen im Ballungsraum,
- Festigung der regionalen Identität und sozialen Stabilität,
- Förderung einer eigenständigen Wirtschaftsentwicklung,
- Sicherung und Entwicklung der Region als Erholungsraum.

In diesem Sinne wurde 1995 im Landesentwicklungsplan für den engeren Verflechtungsraum der Länder Brandenburg und Berlin der Regionalpark Krämer Forst als einer von acht Regionalparks aus der Taufe gehoben.